# Каценштейн, Питер
Питер Каценштейн (Peter J. Katzenstein; род. 17 февраля 1945, Гамбург, Германия) — немецко-американский политолог, специалист в области международных отношений и сравнительной политологии. Доктор, профессор Корнеллского университета, где трудится с 1973 года, член Американского философского общества (2009), членкор Британской академии (2015), лауреат премии Шютте (2020).
С 1973 года в штате Корнелла, ныне именной профессор (Walter S. Carpenter, Jr. Professor) международных отношений. Член Американской академии искусств и наук (1987). В 2008—2009 гг. президент American Political Science Association.
Известен своими исследованиями корпоративизма, а также культуры, идентичности и регионализма в международных системах, где он выступает сторонником конструктивистского подхода и неолиберального институционализма (вместе с Робертом Кохейном).
Отличия
- Helen Dwight Reid Award, American Political Science Association (1974)
- APSA Woodrow Wilson Foundation[англ.] Award (1986)
- Masayoshi Ohira Memorial Prize (1993, совместно с Nobuo Okawara)
- Stephen H. Weiss Presidential Fellow Корнелла (2004)
- Премия Юхана Шютте в политических науках (2020)[3]

Удостоен шести почётных степеней — от университетов Нидерландов, Китая и Греции. В его честь именована Katzenstein Prize.

## Работы
Автор или редактор более 40 книг.
- Between Power and Plenty: Foreign Economic Policies of Advanced Industrial States, 1978
- Corporatism and Change: Austria, Switzerland and the Politics of Industry, 1984
- Small States in World Markets: Industrial Policy in Europe, 1985
- Policy and Politics in West Germany: The Growth of a Semi-sovereign State, 1987
- The Culture of National Security: Norms and Identity in World Politics, 1996
- A World of Regions: Asia and Europe in the American Imperium, 2005
- Anti-Americanisms in World Politics, co-edited with Robert O. Keohane (Cornell University Press, 2007)
- Rethinking Japanese Security: Internal and External Dimensions (Routledge, 2008)
- European Identity (Cambridge University Press, 2009), co-edited with Jeffrey T. Checkel
- Civilizations in World Politics: Plural and Pluralist Perspectives (Routledge, 2010)
- Beyond Paradigms: Analytic Eclecticism in World Politics (Palgrave, 2010), with Rudra Sil